# ボブ・カウフマン
ロバート・アラン・カウフマン (Robert Alan Kauffman, 1946年7月13日 - 2015年7月25日) は、アメリカ合衆国の元プロバスケットボール選手、指導者。身長203cm、体重109kg。ポジションはパワーフォワード。NBAのバッファロー・ブレーブス黎明期のエースであり、オールスターに3度出場した。

## 経歴
ブルックリンで生れたカウフマンはNAIA所属のギルフォード大学に進学し、4年間で平均22.7得点15.9リバウンドを記録した。学業でも優秀な成績を収め、歴史学の学位を修得している。
1968年、カウフマンはNBAドラフト全体3位でシアトル・スーパーソニックスに入団した。1年目はボブ・ルールの控えとして平均7.8得点を記録した。シーズン終了後シカゴ・ブルズにトレードされたが、2年目はさらに出場時間が減少し、平均4.3得点に留まった。
1970年、カウフマンはフィラデルフィア・76ersにトレードされ、直後のエクスパンション・ドラフトで創設されたばかりのバッファロー・ブレーブスに入団した。新天地でエースを任されたカウフマンはプロ3年目の1970-71シーズンに急成長を見せ、平均20.4得点10.7リバウンドの成績でオールスターに選ばれた。この年から3年連続で平均ダブルダブルとオールスター出場を達成したが、一方でチームはシーズン20勝台と低迷した。
1973-74シーズン、ブレーブスはボブ・マカドゥーの台頭もあって初のプレーオフ進出を果たしたが、カウフマンは平均6.1得点と成績が大きく後退した。1974年にアトランタ・ホークスに移籍し、鼠径部と股関節の慢性的な故障により1シーズンプレーした後現役を引退した。
NBAでの成績は、525試合の出場で通算6,049得点3,682リバウンド（平均11.5得点7.0リバウンド）であった。
引退後の1977年、カウフマンはデトロイト・ピストンズのゼネラルマネージャーに就任し、1977-78シーズン途中からヘッドコーチを兼任したがチームをプレーオフに導くことは出来なかった。シーズン終了後、オーナーと対立して全ての役職を辞任した。コーチとしての戦績は29勝29敗、勝率.500であった。
2015年、カウフマンは69歳で死去した。

## 個人成績

### レギュラーシーズン
| Season   | Team     | GP  | MPG  | FG%  | FT%  | RPG  | APG | SPG | BPG | PPG  |
| -------- | -------- | --- | ---- | ---- | ---- | ---- | --- | --- | --- | ---- |
| 1968–69  | SEA      | 82  | 20.2 | .442 | .702 | 5.9  | 1.0 | –   | –   | 7.8  |
| 1969–70  | CHI      | 64  | 12.1 | .425 | .715 | 3.3  | 1.2 | –   | –   | 4.3  |
| 1970–71  | BUF      | 78  | 35.6 | .471 | .740 | 10.7 | 4.5 | –   | –   | 20.4 |
| 1971–72  | BUF      | 77  | 41.6 | .497 | .795 | 10.2 | 3.9 | –   | –   | 18.9 |
| 1972–73  | BUF      | 77  | 39.6 | .505 | .780 | 11.1 | 5.1 | –   | –   | 17.5 |
| 1973–74  | BUF      | 74  | 17.6 | .467 | .713 | 4.4  | 1.9 | .5  | .2  | 6.1  |
| 1974–75  | ATL      | 73  | 10.9 | .433 | .702 | 2.5  | 1.1 | .3  | .1  | 3.9  |
| Career   | Career   | 525 | 25.8 | .477 | .749 | 7.0  | 2.7 | .4  | .1  | 11.5 |
| All-Star | All-Star | 3   | 6.7  | .400 | .500 | .7   | .7  | –   | –   | 1.7  |

### プレーオフ
| Year   | Team   | GP | MPG | FG%  | FT%  | RPG | APG | SPG | BPG | PPG |
| ------ | ------ | -- | --- | ---- | ---- | --- | --- | --- | --- | --- |
| 1970   | CHI    | 3  | 4.7 | .333 | .667 | 2.0 | 1.3 | –   | –   | 1.3 |
| 1974   | BUF    | 2  | 5.0 | .333 | .000 | .5  | 1.0 | .0  | .0  | 1.0 |
| Career | Career | 5  | 4.8 | .333 | .400 | 1.4 | 1.2 | .0  | .0  | 1.2 |